# Yucca gigantea
Yucca gigantea (synoniem: Yucca elephantipes) is een plantensoort uit de aspergefamilie. Jonge exemplaren worden vaak als kamerplant gehouden. De plant is afkomstig uit Latijns-Amerika. Op plaatsen met een warm klimaat kan deze plant in de natuur voorkomen, en tot wel negen meter hoog worden.

## Taxonomie en benaming
Yucca gigantea is één van de 40 Yucca-soorten. De naam Yucca gigantea werd gepubliceerd door de Franse botanicus Charles Antoine Lemaire in november 1859. In zijn boek beschrijft Lemaire de plant op basis van een exemplaar dat hij mocht bezichtigen in de serres van de Vlaamse bloemistenfamilie Verschaffelt te Gent.

## Kenmerken
Yucca gigantea heeft redelijk zachte bladeren die niettemin vaak rechtop staan. In de natuur kan de stam tot meer dan een meter dik worden, en kunnen de bladeren een meter lang worden. Dit zal bij een Yucca die als kamerplant gehouden wordt echter zelden gebeuren. 
In hun natuurlijke omgeving kunnen aan Yucca gigantea crèmekleurige bloemen groeien. 
Yucca gigantea heeft veel zonlicht nodig, maar heeft relatief weinig behoefte aan water. Bij onvoldoende zonlicht kunnen de onderste bladeren geel kleuren.

## Varia
In de strip Freddie de Yucca wordt de hoofdrol vertolkt door een Yucca gigantea.